# Eurytetranychus mexicanus
Eurytetranychus mexicanus är en spindeldjursart som beskrevs av Estebanes och Baker 1968. Eurytetranychus mexicanus ingår i släktet Eurytetranychus och familjen Tetranychidae. Inga underarter finns listade i Catalogue of Life.